# 楊明琅
楊明琅（？—1675年），字質人，福建泉州府晉江县人，明朝政治人物。崇禎末科進士。明亡降闖。

## 經歷
崇禎十五年（1642年）舉壬午科福建鄉試，崇禎十六年（1643年）聯登進士，授翰林院庶吉士。崇禎十七年（1644年）李自成大軍破北京，楊明琅降，授職防禦使。一日乘馬過崇祯帝梓宮，未下馬，揚鞭而指說：「此真亡國之君也！」，李自成敗後歸鄉。
永曆二十九年（清康熙十四年，1675年）三月鄭經西征路過晉江，聽聞其事，將其抓來責問曰：「爾身為詞臣，當甲申煤山之變，既不能死難，反敢於賊隊中揚揚得意，策馬過梓宮而復睨視之！」一門眷口遂同洪承疇侄子洪士昌、洪士倫、洪士恩流放臺灣基隆、淡水一帶，不久死於戍所。